# 현대엔지비
현대엔지비는 현대자동차그룹의 산학 협력 전문 기업이다.

## 상세
현대자동차그룹의 차세대자동차 신기술에 대한 원천 기반 기술경쟁력 확보와 최적의 인재육성을 위해 2000년 서울대학교 안에 설립되었다.

## 연혁
- 2020년 12월 - 프로젝트 관리시스템 개발
- 2020년 9월 - 전력분배 및 통신기술 TRM 개발
- 2020년 1월 - 비지도학습 기반 연구문헌 자동분류 기술 개발 및 특허 출원